# 塔夫里昌卡
46°33′12″N 33°49′13″E / 46.55333°N 33.82028°E
塔夫里昌卡（烏克蘭語：Тавричанка）是位於烏克蘭南部的村莊，由赫爾松州卡霍夫卡區的塔夫里昌卡市鎮負責管轄。該村始建於1859年，面積115.6平方公里，海拔高度39米，2001年人口1,991，人口密度每平方公里16.4人。